# Gabriel Birecki
Gabriel Birecki herbu Gozdawa (zm. w 1657 roku) – pisarz przemyski w latach 1631-1652, rotmistrz wojska powiatowego ziemi przemyskiej w 1648 roku.
Sędzia kapturowy ziemi przemyskiej w 1632 roku.